# Cédric Si Mohamed
Cédric Si Mohamed, född 9 januari 1985, är en algerisk fotbollsmålvakt som spelar för CS Constantine i algeriska Ligue Professionnelle 1.
Han var med i Algeriets trupp vid fotbolls-VM 2014.